# Hemigrammopetersius barnardi
Hemigrammopetersius barnardi är en fiskart som först beskrevs av Herre, 1936.  Hemigrammopetersius barnardi ingår i släktet Hemigrammopetersius och familjen Alestidae. IUCN kategoriserar arten globalt som livskraftig. Inga underarter finns listade i Catalogue of Life.